# Zheng Meizhu
Zheng Meizhu (chinesisch 郑美珠; * 5. November 1962 in Fuzhou, Fujian, Volksrepublik China) ist eine ehemalige chinesische Volleyballspielerin.
Zheng Meizhu spielte in der chinesischen Nationalmannschaft als Außenangreiferin. Sie gewann bei den Olympischen Spielen 1984 in Los Angeles die Goldmedaille. Sie wurde 1985 Weltpokalsieger in Japan sowie 1982 in Peru und 1986 in der Tschechoslowakei Weltmeister. Bei den Olympischen Spielen 1988 in Seoul gewann sie die Bronzemedaille. Danach spielte Zheng Meizhu bei den deutschen Bundesligisten VC Schwerte und Bayer 04 Leverkusen.